# Неа Ефесос
Неа Ефесос или Ступи (на гръцки: Νέα Έφεσος, в превод Нов Ефес, до 1953 година Στουπί, Ступи или катаревуса Στουπείον, Ступион) е село в Егейска Македония, Гърция, дем Дион-Олимп в административна област Централна Македония.

## География
Селото се намира на 30 m надморска височина, на около 15 km северно от демовия център Литохоро.

## История
В XIX век Ступи е гръцко село в Османската империя.
В 1913 година след Междусъюзническата война селото остава в Гърция. В 20-те години са заселени 697 гърци бежанци от от областта на Ефес. В 1953 година името на селото е сменено от Ступи на Неа Ефесос.
Населението традиционно произвежда жито и картофи и се занимава частично и с краварство.
| Име    | Име     | Ново име | Ново име | Описание                    |
| ------ | ------- | -------- | -------- | --------------------------- |
| Цаирия | Τσαΐρια | Ливадия  | Λιβάδια  | местност на Ю от Неа Ефесос |

| Година    | 1913 | 1920 | 1928 | 1940 | 1951 | 1961 | 1971 | 1981 | 1991 | 2001 | 2011 | 2021 |
| --------- | ---- | ---- | ---- | ---- | ---- | ---- | ---- | ---- | ---- | ---- | ---- | ---- |
| Население | 358  | 332  | 1091 | 1372 | 1537 | 1503 | 1273 | 1497 | 1516 | 1859 | 1564 | 1328 |

В 2007 година в селото е инсталирана метеорологична станция.